# 鱷鱚亞目
鱷鱚亞目（學名：Trachinoidei）為輻鰭魚綱傳統廣義鱸形目的其中一個亞目，但本亞目傳統上的分類實際上是個多系群，重新歸類後成為鱸亞目的異名。

## 分類
本亞目傳統上曾包括約12科，依2017的《硬骨魚系統分類》現在已經全被歸類於其他目及亞目，如下：
- 叉齒鱚科 Chiasmodontidae 現歸類於鯖形目
- 鱷齒鱚科 Champsodontidae 現歸類於拟金眼鲷目
- 毛齒魚科 Trichodontidae 現歸類於鱸形目杜父魚亞目杜父魚下目
- 虎鱚科 Pinguipedidae 現歸類於鰧形目
- 冬鱚科 Cheimarrhichthyidae 現歸類於鰧形目
- 絲鰭鱚科 Trichonotidae 現歸類於鰕虎目絲鰭鱚亞目
- 無棘䲁科 Creediidae 現歸類於拟金眼鲷目
- 鴨嘴鱚科 Percophidae 多系群，現各別歸類於拟金眼鲷目、鱸形目南极鱼亚目及鯒狀魚亞目
- 狹視魚科 Leptoscopidae 現歸類於鰧形目
- 玉筋魚科 Ammodytidae 現歸類於鰧形目
- 龍鰧科 Trachinidae 現歸類於鱸形目鱸亞目
- 瞻星魚科 Uranoscopidae 現歸類於鰧形目